# Municipio de Franklin (condado de Wayne, Indiana)
El municipio de Franklin (en inglés: Franklin Township) es un municipio ubicado en el condado de Wayne en el estado estadounidense de Indiana. En el año 2010 tenía una población de 1370 habitantes y una densidad poblacional de 18,62 personas por km².

## Geografía
El municipio de Franklin se encuentra ubicado en las coordenadas 39°57′16″N 84°51′35″O / 39.95444, -84.85972. Según la Oficina del Censo de los Estados Unidos, el municipio tiene una superficie total de 73.57 km², de la cual 73,45 km² corresponden a tierra firme y (0,16 %) 0,12 km² es agua.

## Demografía
Según el censo de 2010, había 1370 personas residiendo en el municipio de Franklin. La densidad de población era de 18,62 hab./km². De los 1370 habitantes, el municipio de Franklin estaba compuesto por el 96,2 % blancos, el 0,8 % eran afroamericanos, el 0,07 % eran amerindios, el 0,95 % eran asiáticos, el 0,66 % eran isleños del Pacífico y el 1,31 % eran de una mezcla de razas. Del total de la población el 0,29 % eran hispanos o latinos de cualquier raza.